# 掘尖齿兽属
掘尖齿兽属是在中国发现的已灭绝的一属真三尖齿兽，目前发现一种－陈氏掘尖齿兽（Jueconodon cheni）产自辽宁省热河生物群早白垩纪义县组地层中，与同时发现的三列齿兽中国掘兽（Fossiomanus senensis）都表现出掘穴的趋同演化特征，两者是首次在热河生物群中发现掘穴动物。

## 特征
陈氏掘齿兽体长183毫米，头的轮廓呈三角形，吻部尖，鼻骨变厚，眼眶较小，枕部增大用于附着颈、肩部肌肉，以辅助掘地。